# Helen Corinne Bergen
Helen Corinne Bergen (Delanco, Estados Unidos, 14 de octubre de 1868-21 de mayo de 1966) fue una escritora, periodista y crítica musical y teatral estadounidense.

## Biografía
Nació en 1868 en el seno de la familia Bergen, llegada a Nueva Jersey en 1618 desde Noruega. Su padre era el coronel George B. Bergen y su madre, hija del reverendo Isaac Winner, uno de los oradores más destacados de la Conferencia de la Iglesia Metodista Episcopal del estado.
Escribió para la prensa desde que era una niña. Durante su juventud vivió en Míchigan, donde trabajó para periódicos locales. Asimismo, fue freelance del Washington Post y editora del departamento infantil. Cuando era necesario, ejercía de reportera.
Además de su labor en el periodismo, escribió poesía, críticas y cuentos. Mantuvo contacto con algunas de las personas más destacadas de su época. Se la conoció también por luchar por la paridad salarial entre hombres y mujeres.
Se desempeñó también en el mundo de la crítica, tanto teatral como musical.

## Atribución
- Este artículo contiene texto traducido desde una publicación que se encuentra ahora en dominio público: Willard, Frances Elizabeth; Livermore, Mary Ashton Rice (1897). American Women: Fifteen Hundred Biographies with Over 1,400 Portraits : a Comprehensive Encyclopedia of the Lives and Achievements of American Women During the Nineteenth Century. Mast, Crowell & Kirkpatrick.

- Datos: Q30810340
- Multimedia: Helen Corinne Bergen / Q30810340